# 255
El 255 (CCLV) fou un any comú començat en dilluns del calendari julià.

## Esdeveniments
- Inventada a la Xina una espècie de brúixola, el carro apuntant al sud, que funciona sense magnetisme.
- Mani torna a Pèrsia i, en un primer moment, rep permís del rei de reis Sapor I per predicar-hi el maniqueisme; pressionat pels sacerdots zoroastristes, Sapor li revoca la vènia i Mani es veu obligat a exiliar-se una altra vegada.[1]